# Lillträsket (sjö i Finland, Nyland, lat 59,92, long 22,92)
Lillträsket är en sjö i Raseborgs stad i Finland.   Den ligger i landskapet Nyland, i den södra delen av landet, 120 km väster om huvudstaden Helsingfors. Lillträsket ligger 7 meter över havet.  Arean är 2,7 hektar och strandlinjen är 0,7 kilometer lång. Sjön  ingår i Skärgårdshavets kustområde, Åland. 